# Koós István
Koós István (Miskolc, 1975. augusztus 6. –) irodalomtörténész, kritikus, képregényrajzoló, középiskolai tanár.

## Életútja
2000-ben végzett a Miskolci Egyetem Bölcsészettudományi Kar magyar szakán. A doktori fokozatot 2007-ben szerezte meg a Miskolci Egyetemen. Jelenleg a Miskolci Fókusz Gimnáziumban tanít.

## Munkássága
Kutatási területe: Arany János életművének posztstrukturalista olvasata, valamint Babits Mihály lírája.
Tanulmányai, kritikái az Alföld, az Irodalomtudomány, a Literatura, és a Palócföld című lapokban jelennek meg.
Nagy terjedelmű képregényéből a Műút című irodalmi lap 2008/07 száma közölt 16 oldalas részletet, amelyet meg is lehet tekinteni itt: 